# Оскар (84-та церемонія вручення)
84-та церемонія вручення премії «Оскар» Американської Академії кінематографічних мистецтв і наук за видатні досягнення у кінематографі у 2011 році відбулася 26 лютого 2012 року в театрі Театр «Голлівуд енд Хайленд» в Лос-Анджелесі. Ведучим церемонії був Біллі Крістал.
Список номінантів на нагороди був оголошений 24 січня 2012 року. Лідером за кількістю номінацій — 11 — став фільм «Хранитель часу». На одну номінацію менше отримав фільм «Артист».
«Хранитель часу» і «Артист» виграли по п'ять нагород. Німий та чорно-білий фільм «Артист» у т. ч. здобув «Оскар» як найкращий фільм, а також за найкращу чоловічу роль — Жан Дюжарден. «Залізна леді» здобула дві нагороди, у т. ч. за найкращу жіночу роль — Меріл Стріп. «Артист» став першим німим фільмом за останні 83 роки (до цього єдиним німим фільмом — володарем «Оскара» була картина «Крила», яка здобула його на першій церемонії), а також першим французьким фільмом, який здобув «Оскар» у номінації «Найкращий фільм». Жан Дюжарден став першим французьким актором, нагородженим «Оскаром» за всю історію кінопремії.

## Хронологія подій
| Дата                     | Подія                                                                                   |
| ------------------------ | --------------------------------------------------------------------------------------- |
| Вівторок, 24 січня 2012  | Оголошення номінантів о 5:38 за PST (15:38 за київським часом) у Samuel Goldwyn Theater |
| Середа, 1 лютого 2012    | Розсилання поштою бюлетенів для голосування понад 6 тис. членам академії                |
| Понеділок, 6 лютого 2012 | Урочистий обід на честь номінантів на премію «Оскар»                                    |
| Субота, 11 лютого 2012   | Вручення Премії «Оскар» за науково-технічні досягнення                                  |
| Вівторок, 21 лютого 2012 | Завершення голосування о 17:00 за PST (о 3:00 22 лютого за київським часом)             |
| Неділя, 26 лютого 2012   | Оголошення переможців на 84-тій церемонії вручення «премії Оскар»                       |

## Список лауреатів та номінантів

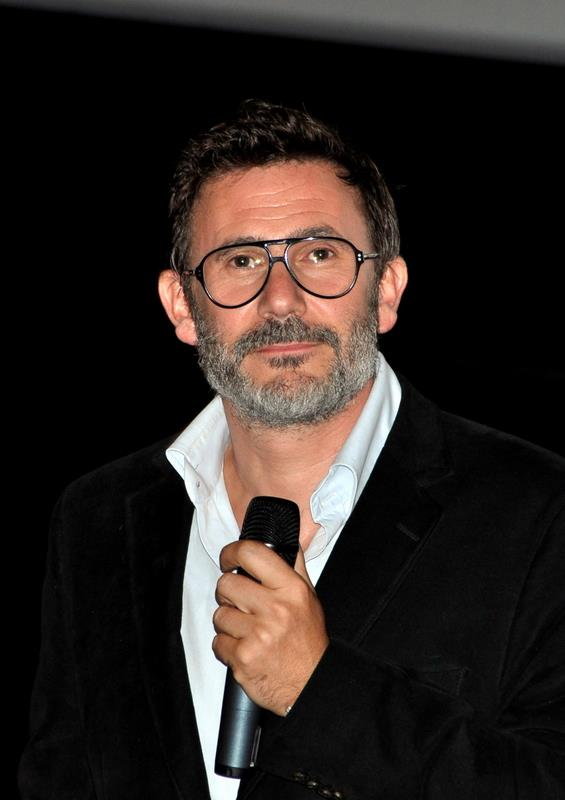
Мішель Азанавічус, найкращий режисер, режисер оскароносного фільму Артист

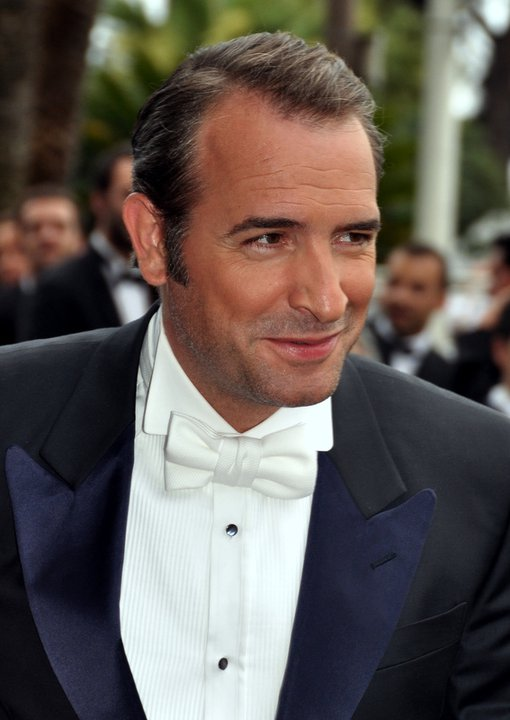
Жан Дюжарден, найкращий актор

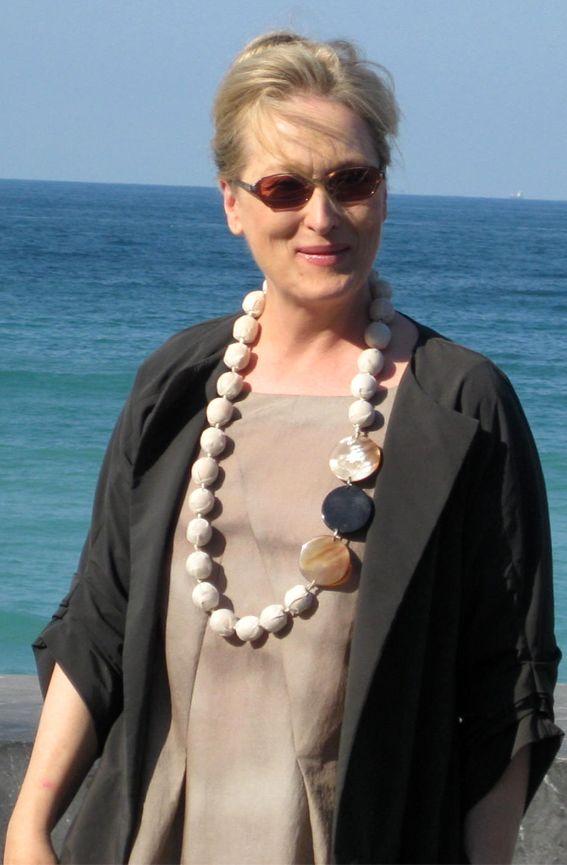
Меріл Стріп, володарка Оскара за головну роль в фільмі Залізна леді

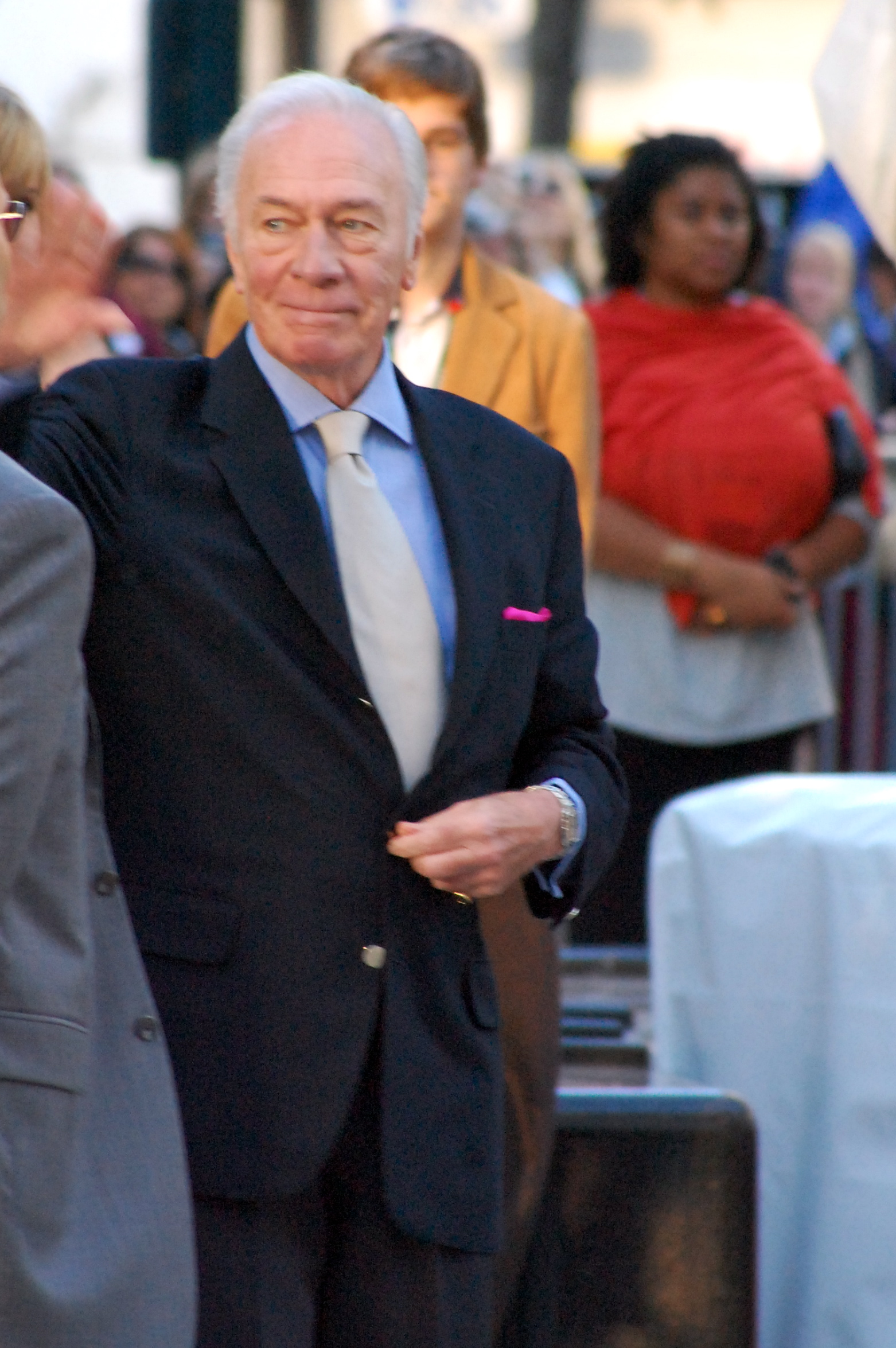
Крістофер Пламмер, найкращий актор другого плану

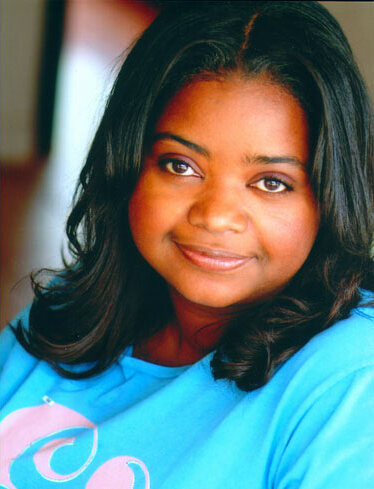
Октавія Спенсер, найкраща актриса другого плану

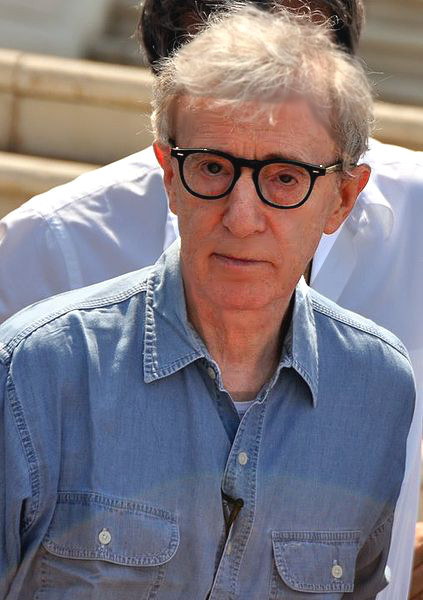
Вуді Аллен, володар Оскара за найкращий оригінальний сценарій до фільму Опівночі в Парижі

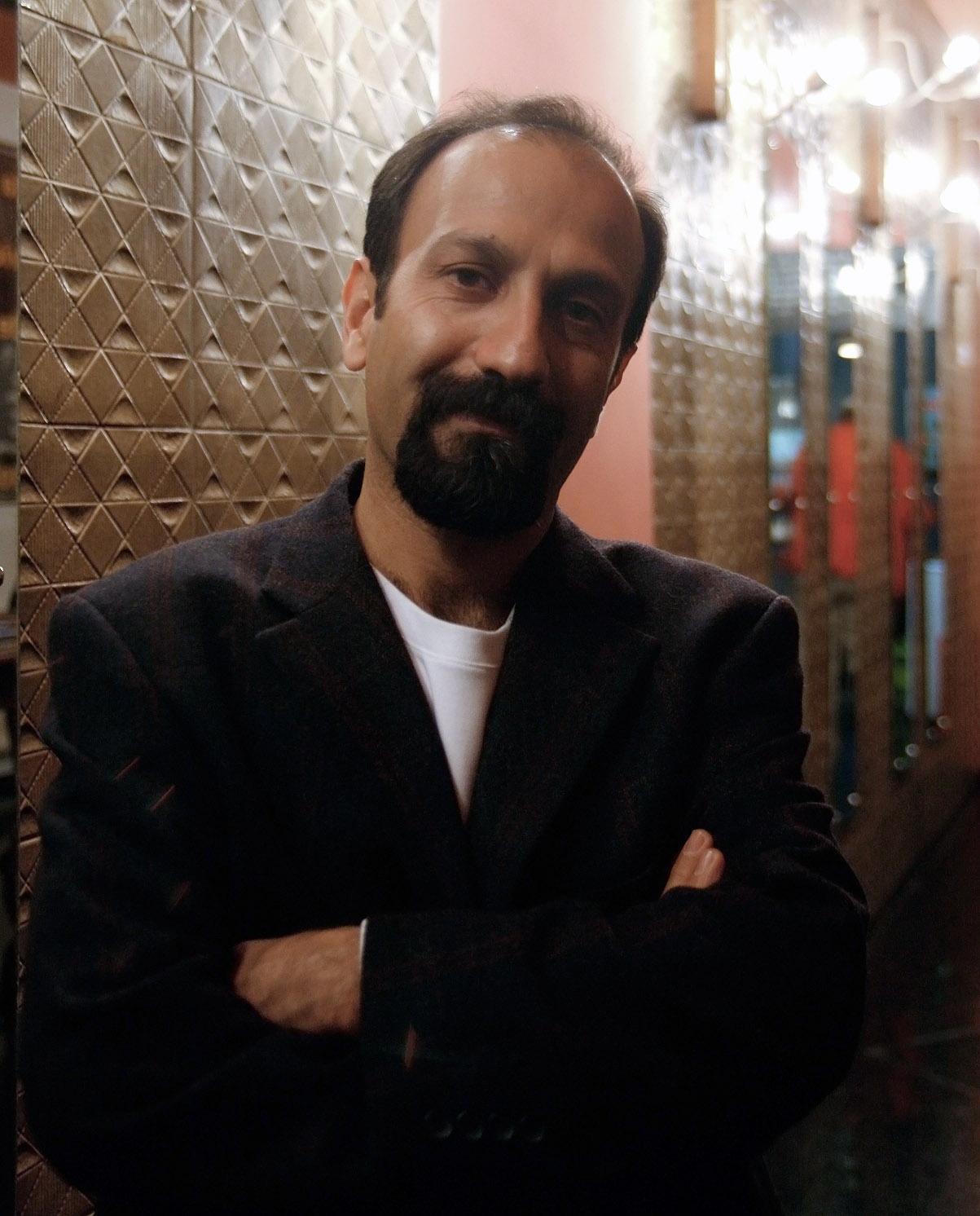
Асгар Фаргаді, режисер іранської стрічки Надер і Симін: Розлучення, володаря премії Оскар за найкращий фільм іноземною мовою

Переможці виділені окремим кольором.
| Категорії                                       | Переможці та номінанти |
| ----------------------------------------------- | --- |
| Найкращий фільм                                 | • Артист |
| Найкращий фільм                                 | • Нащадки |
| Найкращий фільм                                 | • Надзвичайно гучно і неймовірно близько |
| Найкращий фільм                                 | • Прислуга |
| Найкращий фільм                                 | • Хранитель часу |
| Найкращий фільм                                 | • Опівночі в Парижі |
| Найкращий фільм                                 | • Людина, яка змінила все |
| Найкращий фільм                                 | • Древо життя |
| Найкращий фільм                                 | • Бойовий кінь |
| Найкраща режисерська робота                     | • Мішель Азанавічус — Артист |
| Найкраща режисерська робота                     | • Вуді Аллен — Опівночі в Парижі |
| Найкраща режисерська робота                     | • Теренс Малік — Древо життя |
| Найкраща режисерська робота                     | • Александер Пейн — Нащадки |
| Найкраща режисерська робота                     | • Мартін Скорсезе — Хранитель часу |
| Найкраща чоловіча роль                          | • Жан Дюжарден — Артист |
| Найкраща чоловіча роль                          | • Деміан Бічір — Краще життя |
| Найкраща чоловіча роль                          | • Джордж Клуні — Нащадки |
| Найкраща чоловіча роль                          | • Гарі Олдмен — Шпигун, вийди геть! |
| Найкраща чоловіча роль                          | • Бред Пітт — Людина, яка змінила все |
| Найкраща жіноча роль                            | • Меріл Стріп — Залізна леді |
| Найкраща жіноча роль                            | • Гленн Клоуз — Таємничий Альберт Ноббс |
| Найкраща жіноча роль                            | • Віола Девіс — Прислуга |
| Найкраща жіноча роль                            | • Руні Мара — Дівчина з татуюванням дракона                                                                                                  |
| Найкраща жіноча роль                            | • Мішель Вільямс — 7 днів і ночей з Мерилін                                                                                                  |
| Найкраща чоловіча роль другого плану            | • Крістофер Пламмер — Початківці |
| Найкраща чоловіча роль другого плану            | • Кеннет Брана — 7 днів і ночей з Мерилін |
| Найкраща чоловіча роль другого плану            | • Джона Хілл — Людина, яка змінила все |
| Найкраща чоловіча роль другого плану            | • Нік Нолті — Воїн |
| Найкраща чоловіча роль другого плану            | • Макс фон Сюдов — Надзвичайно гучно і неймовірно близько                                                                                    |
| Найкраща жіноча роль другого плану              | • Октавія Спенсер — Прислуга |
| Найкраща жіноча роль другого плану              | • Береніс Бежо — Артист |
| Найкраща жіноча роль другого плану              | • Джессіка Честейн — Прислуга |
| Найкраща жіноча роль другого плану              | • Меліса Маккарті — Подружки нареченої |
| Найкраща жіноча роль другого плану              | • Джанет МакТір — Таємничий Альберт Ноббс |
| Найкращий оригінальний сценарій                 | • Опівночі в Парижі — Вуді Аллен |
| Найкращий оригінальний сценарій                 | • Артист — Мішель Азанавічус |
| Найкращий оригінальний сценарій                 | • Подружки нареченої — Крістен Уіг і Енні Мумоло                                                                                             |
| Найкращий оригінальний сценарій                 | • На межі ризику — Джей Сі Чедор |
| Найкращий оригінальний сценарій                 | • Надер і Симін: Розлучення — Асгар Фаргаді                                                                                                  |
| Найкращий адаптований сценарій                  | • Нащадки — Александер Пейн, Нат Факсон і Джим Реш                                                                                           |
| Найкращий адаптований сценарій                  | • Хранитель часу — Джон Логан |
| Найкращий адаптований сценарій                  | • Березневі іди — Джордж Клуні і Бо Віллімон                                                                                                 |
| Найкращий адаптований сценарій                  | • Людина, яка змінила все — Стівен Заіллян, Аарон Соркін і Стен Червін                                                                       |
| Найкращий адаптований сценарій                  | • Шпигун, вийди геть! — Бріджит О'Коннор і Пітер Страугхан                                                                                   |
| Найкращий анімаційний повнометражний фільм      | • Ранго |
| Найкращий анімаційний повнометражний фільм      | • Кіт у Парижі |
| Найкращий анімаційний повнометражний фільм      | • Чіко та Ріта |
| Найкращий анімаційний повнометражний фільм      | • Панда Кунг-Фу 2 |
| Найкращий анімаційний повнометражний фільм      | • Кіт у чоботях |
| Найкращий фільм іноземною мовою                 | • Надер і Симін: Розлучення / A Separation (Іран) — перською — Асгар Фаргаді                                                                 |
| Найкращий фільм іноземною мовою                 | • Бикоголовий / Rundskop (Бельгія) — нідерландською та французькою — Майкл Р. Роскам                                                         |
| Найкращий фільм іноземною мовою                 | • Примітка / Footnote (Ізраїль) — іврит — Джозеф Сідар                                                                                       |
| Найкращий фільм іноземною мовою                 | • У темряві / In Darkness (Польща) — польською — Аґнєшка Голланд                                                                             |
| Найкращий фільм іноземною мовою                 | • Месьє Лазар / Monsieur Lazhar (Канада) — французькою — Філіпп Фалардо                                                                      |
| Найкращий документальний повнометражний фільм   | • Непереможний / Undefeated |
| Найкращий документальний повнометражний фільм   | • У пекло і назад / Hell and Back Again |
| Найкращий документальний повнометражний фільм   | • Якщо дерево впаде: Історія про фронт звільнення Землі / If a Tree Falls: A Story of the Earth Liberation Front                             |
| Найкращий документальний повнометражний фільм   | • Втрачений рай 3: Чистилище / Paradise Lost 3: Purgatory                                                                                    |
| Найкращий документальний повнометражний фільм   | • Піна: танок пристрасті / Pina |
| Найкращий документальний короткометражний фільм | • Рятуючи обличчя / Saving Face |
| Найкращий документальний короткометражний фільм | • Бірмінгемський цирюльник: Польовий солдат руху за громадянські права / The Barber of Birmingham: Foot Soldier of the Civil Rights Movement |
| Найкращий документальний короткометражний фільм | • Бог — це великий Елвіс / God Is the Bigger Elvis                                                                                           |
| Найкращий документальний короткометражний фільм | • Інцидент у Новому Багдаді / Incident in New Baghdad                                                                                        |
| Найкращий документальний короткометражний фільм | • Цунамі і вишнева квітка / The Tsunami and the Cherry Blossom                                                                               |
| Найкращий ігровий короткометражний фільм        | • Берег / The Shore |
| Найкращий ігровий короткометражний фільм        | • Пентекост / Pentecost |
| Найкращий ігровий короткометражний фільм        | • Раджу / Raju |
| Найкращий ігровий короткометражний фільм        | • Подорож у вчорашній день / Time Freak |
| Найкращий ігровий короткометражний фільм        | • По той бік Атлантики / Tuba Atlantic |
| Найкращий анімаційний короткометражний фільм    | • Фантастичні летючі книжки Моріса Лессмора / The Fantastic Flying Books of Mr. Morris Lessmore                                              |
| Найкращий анімаційний короткометражний фільм    | • Неділя / Dimanche |
| Найкращий анімаційний короткометражний фільм    | • Місяць / La Luna |
| Найкращий анімаційний короткометражний фільм    | • Ранкова прогулянка / A Morning Stroll |
| Найкращий анімаційний короткометражний фільм    | • Дике життя / Wild Life |
| Найкраща музика до фільму                       | • Артист — Людовік Бурсе |
| Найкраща музика до фільму                       | • Пригоди Тінтіна: Таємниця «Єдинорога» — Джон Вільямс                                                                                       |
| Найкраща музика до фільму                       | • Хранитель часу — Говард Шор |
| Найкраща музика до фільму                       | • Шпигун, вийди геть! — Альберто Іглесіас |
| Найкраща музика до фільму                       | • По той бік Атлантики / Tuba Atlantic |
| Найкраща пісня до фільму                        | • «Man or Muppet» — Маппет шоу — Брет Макензі                                                                                                |
| Найкраща пісня до фільму                        | • Real in Rio — Ріо — Сержіо Мендес, Карлінос Браун і Сіда Ґарретт                                                                           |
| Найкращий звуковий монтаж                       | • Хранитель часу — Філіп Стоктон і Євген Джіти                                                                                               |
| Найкращий звуковий монтаж                       | • [[Драйв (фільм)\|Драйв] — Лон Бендер і Віктор Рей Енніс                                                                                    |
| Найкращий звуковий монтаж                       | • Дівчина з татуюванням дракона — Рен Клайс                                                                                                  |
| Найкращий звуковий монтаж                       | • Трансформери: Темний бік Місяця — Ітан Ван дер Рин і Ерік Адагл                                                                            |
| Найкращий звуковий монтаж                       | • Бойовий кінь — Річард Гімнс і Гері Рудстром                                                                                                |
| Найкращий звук                                  | • Хранитель часу — Том Флейшман і Джон Мідглі                                                                                                |
| Найкращий звук                                  | • Дівчина з татуюванням дракона — Девід Паркер, Майкл Семенік, Рен Клайс і Бо Перссон                                                        |
| Найкращий звук                                  | • Людина, яка змінила все — Деб Адер, Рон Боча, Девід Джамарко і Ед Новік                                                                    |
| Найкращий звук                                  | • Трансформери: Темний бік Місяця — Ґреґ П. Расселл, Гері Саммерс, Джеффрі Дж. Габаш і Пітер Дж. Девлін                                      |
| Найкращий звук                                  | • Бойовий кінь — Гері Рудстром, Енді Нельсон, Том Джонсон і Стюарт Вілсон                                                                    |
| Найкраща робота художника-постановника          | • Хранитель часу — Данте Ферретті і Франческа Ло Шіаво                                                                                       |
| Найкраща робота художника-постановника          | • Артист — Лоуренс Беннетт і Роберт Гулд |
| Найкраща робота художника-постановника          | • Гаррі Поттер і смертельні реліквії: частина 2 — Стюарт Крейг і Стефані Макміллан                                                           |
| Найкраща робота художника-постановника          | • Опівночі в Парижі — Анна Сейбел і Елен Дюбрей                                                                                              |
| Найкраща робота художника-постановника          | • Бойовий кінь — Рік Картер і Лі Сандалес |
| Найкраща операторська робота                    | • Хранитель часу — Роберт Ричардсон |
| Найкраща операторська робота                    | • Артист — Гійом Шіффман |
| Найкраща операторська робота                    | • Дівчина з татуюванням дракона — Джефф Кроненвет                                                                                            |
| Найкраща операторська робота                    | • Древо життя — Еммануель Любецкі |
| Найкраща операторська робота                    | • Бойовий кінь — Януш Камінскі |
| Найкращий грим                                  | • Залізна леді — Марк Кульє і Дж. Рой Гелланд                                                                                                |
| Найкращий грим                                  | • Таємничий Альберт Ноббс — Маршел Корневіел, Лінн Джонсон і Мафі Манґло                                                                     |
| Найкращий грим                                  | • Гаррі Поттер і смертельні реліквії: частина 2 — Нік Дадмен, Аманда Найт і Ліза Томблін                                                     |
| Найкращий дизайн костюмів                       | • Артист — Марк Бріджес |
| Найкращий дизайн костюмів                       | • Анонім — Лізі Кристил |
| Найкращий дизайн костюмів                       | • Хранитель часу — Сенді Павелл |
| Найкращий дизайн костюмів                       | • Джейн Ейр — Майкл О'Коннор |
| Найкращий дизайн костюмів                       | • Ми. Віримо у кохання — Аріана Філіпс |
| Найкращий монтаж                                | • Дівчина з татуюванням дракона — Ангус Волл і Кірк Бакстер                                                                                  |
| Найкращий монтаж                                | • Артист — Анне-Софі Біон і Мішель Азанавічус                                                                                                |
| Найкращий монтаж                                | • Нащадки — Кевін Тент |
| Найкращий монтаж                                | • Хранитель часу — Тельма Скунмейкер |
| Найкращий монтаж                                | • Людина, яка змінила все — Крістофер Теллефсен                                                                                              |
| Найкращі візуальні ефекти                       | • Хранитель часу — Роберт Легато, Джосс Вільямс, Бен Гроссман і Алекс Хеннінг                                                                |
| Найкращі візуальні ефекти                       | • Гаррі Поттер і смертельні реліквії: частина 2 — Тім Берк, Девід Вікері, Грег Батлер і Джон Річардсон                                       |
| Найкращі візуальні ефекти                       | • Реальна сталь — Ерік Неш, Джон Розеґрант, Денні Гордон Тейлор і Свен Ґілбеґ                                                                |
| Найкращі візуальні ефекти                       | • Повстання Планети мавп — Джо Леттер, Ден Леммон, Р. Крістофер Ввайт і Даніель Барретт                                                      |
| Найкращі візуальні ефекти                       | • Трансформери: Темний бік Місяця — Скотт Фаррар, Скотт Бенза, Мафію Е Битла і Джон Фрейзер                                                  |

## Почесні нагороди
За видатні заслуги у кінематографі:
- Джеймс Ерл Джонс
- Дік Сміт

Нагорода імені Джина Хершолта:
- Опра Вінфрі

## Фільми за кількома нагородами і номінаціями
З кількома нагородами (2 і більше):
- 5 нагород: Артист та Хранитель часу
- 2 нагороди: Залізна леді

З кількома номінаціями:
- 11 номінацій: Хранитель часу
- 10 номінацій: Артист
- 6 номінацій: Людина, яка змінила все та Бойовий кінь
- 5 номінацій: Нащадки та Дівчина з татуюванням дракона
- 4 номінації: Прислуга та Опівночі в Парижі
- 3 номінації: Таємничий Альберт Ноббс, Гаррі Поттер і смертельні реліквії: частина 2, Шпигун, вийди геть!, Трансформери: Темний бік Місяця та Древо життя
- 2 номінації: Подружки нареченої, Надзвичайно гучно і неймовірно близько, Залізна леді, 7 днів і ночей з Мерилін та Надер і Симін: Розлучення